# Steve Saleen
Stephen „Steve” Mark Saleen (ur. 2 kwietnia 1949 roku w Diamond Bar) – amerykański biznesmen i kierowca wyścigowy. Założyciel Saleen Inc.

## Kariera wyścigowa
Saleen rozpoczął karierę w międzynarodowych wyścigach samochodowych w 1975 roku od startów w Amerykańskiej Formule Super Vee, gdzie jednak nie zdobywał punktów. W późniejszych latach Amerykanin pojawiał się także w stawce Formuły Atlantic Labatts, SCCA Coors RaceTruck Challenge, Champ Car, SCCA Truck Guard Shellzone Challenge, Liquid Tide Trans-Am Tour, SCCA World Challenge, FIA GT Championship oraz 24-godzinnego wyścigu Le Mans.